# Ossé
Ossé (bretonisch Oc’heg) ist eine Ortschaft und eine Commune déléguée in der französischen Gemeinde Châteaugiron mit 1.438 Einwohnern (Stand: 1. Januar 2022) im Département Ille-et-Vilaine in der Region Bretagne.
Die Gemeinde Ossé wurde am 1. Januar 2017 zusammen mit Saint-Aubin-du-Pavail nach Châteaugiron eingemeindet. Sie gehörte zum Arrondissement Rennes und zum Kanton Châteaugiron.

## Geographie
Ossé liegt rund 20 Kilometer südöstlich von Rennes. Nachbargemeinden der Gemeinde Ossé waren:
- Noyal-sur-Vilaine im Norden,
- Domagné im Osten,
- Saint-Aubin-du-Pavail im Süden und
- Châteaugiron im Westen.

Der Ort liegt am Fluss Yaigne, der mit seinen Zuflüssen das Gebiet der Commune déléguée Richtung Westen zur Seiche entwässert.

## Bevölkerungsentwicklung
| Jahr      | 1968 | 1975 | 1982 | 1990 | 1999 | 2006 | 2009 | 2017 |
| Einwohner | 442  | 420  | 630  | 705  | 772  | 968  | 1173 | 1238 |

## Sehenswürdigkeiten
- Pfarrkirche Saint-Sulpice aus dem 17. Jahrhundert, Monument historique[1]